# Glenea bakeriana
Glenea bakeriana é uma espécie de escaravelho da família Cerambycidae. Foi descrita por Stephan von Breuning em 1958. É conhecida a sua existência no Bornéu.

## Taxonomia
O nome epíteto específico Bakeriana é em honra do entomologista e botânico americano Charles Fuller Baker.